# Heterodrilus paucifascis
Heterodrilus paucifascis är en ringmaskart som beskrevs av Alexander William Milligan 1987. Heterodrilus paucifascis ingår i släktet Heterodrilus och familjen glattmaskar. Inga underarter finns listade i Catalogue of Life.